# مقاطعة ديه (داكوتا الجنوبية)
ديه (بالإنجليزية: Day)‏ هي إحدى مقاطعات ولاية داكوتا الجنوبية في الولايات المتحدة الأمريكية.